# RNF175
RNF175 (англ. Ring finger protein 175) – білок, який кодується однойменним геном, розташованим у людей на 4-й хромосомі. Довжина поліпептидного ланцюга білка становить 328 амінокислот, а молекулярна маса — 38 266.
| 10         |  | 20         |  | 30         |  | 40         |  | 50         |
| ---------- |  | ---------- |  | ---------- |  | ---------- |  | ---------- |
| MAAGTAARKA |  | APVLEAPPQQ |  | EQLSHTKLSA |  | EDTWNLQQER |  | MYKMHRGHDS |
| MHVEMILIFL |  | CVLVIAQIVL |  | VQWRQRHGRS |  | YNLVTLLQMW |  | VVPLYFTIKL |
| YWWRFLSMWG |  | MFSVITSYIL |  | FRATRKPLSG |  | RTPRLVYKWF |  | LLIYKLSYAF |
| GVVGYLAIMF |  | TMCGFNLFFK |  | IKARDSMDFG |  | IVSLFYGLYY |  | GVMGRDFAEI |
| CSDYMASTIG |  | FYSVSRLPTR |  | SLSDNICAVC |  | GQKIIVELDE |  | EGLIENTYQL |
| SCNHVFHEFC |  | IRGWCIVGKK |  | QTCPYCKEKV |  | DLKRMISNPW |  | ERTHFLYGQI |
| LDWLRYLVAW |  | QPVVIGIVQG |  | IIYSLGLE   |  |            |  |            |

A: Аланін

C: Цистеїн

D: Аспарагінова кислота

E: Глутамінова кислота

F: Фенілаланін

G: Гліцин

H: Гістидин

I: Ізолейцин

K: Лізин

L: Лейцин

M: Метіонін

N: Аспарагін

P: Пролін

Q: Глутамін

R: Аргінін

S: Серин

T: Треонін

V: Валін

W: Триптофан

Задіяний у такому біологічному процесі, як альтернативний сплайсинг. 
Білок має сайт для зв'язування з іонами металів, іоном цинку. 
Локалізований у мембрані.